# Rachel Bancouly
Rachelle Zita Serouabie Bancouly (* 11. April 1983 in Yopougon) ist eine ivorische Fußballspielerin. 

## Karriere

### Verein
Bancouly begann ihre Karriere in der Jugend des Oryx F.C. Yopougon. Im Frühjahr 2001 verließ sie Oryx und wechselte zu Omness de Dabou. Dort wurde sie in der Saison 2002/03 Torschützenkönigin. Nach drei Jahren wechselte sie 2005 zum Lokalrivalen Juventus de Yopougon.

### Nationalmannschaft
Seit 2008 steht sie im Kader für die Ivorische Fußballnationalmannschaft der Frauen und nahm 2010 erstmals an der Fußball-Afrikameisterschaft der Frauen teil. Am 26. Oktober 2012 wurde sie erneut für einen Coupe d’Afrique des nations féminine de football nominiert.